# Bisdom Viborg

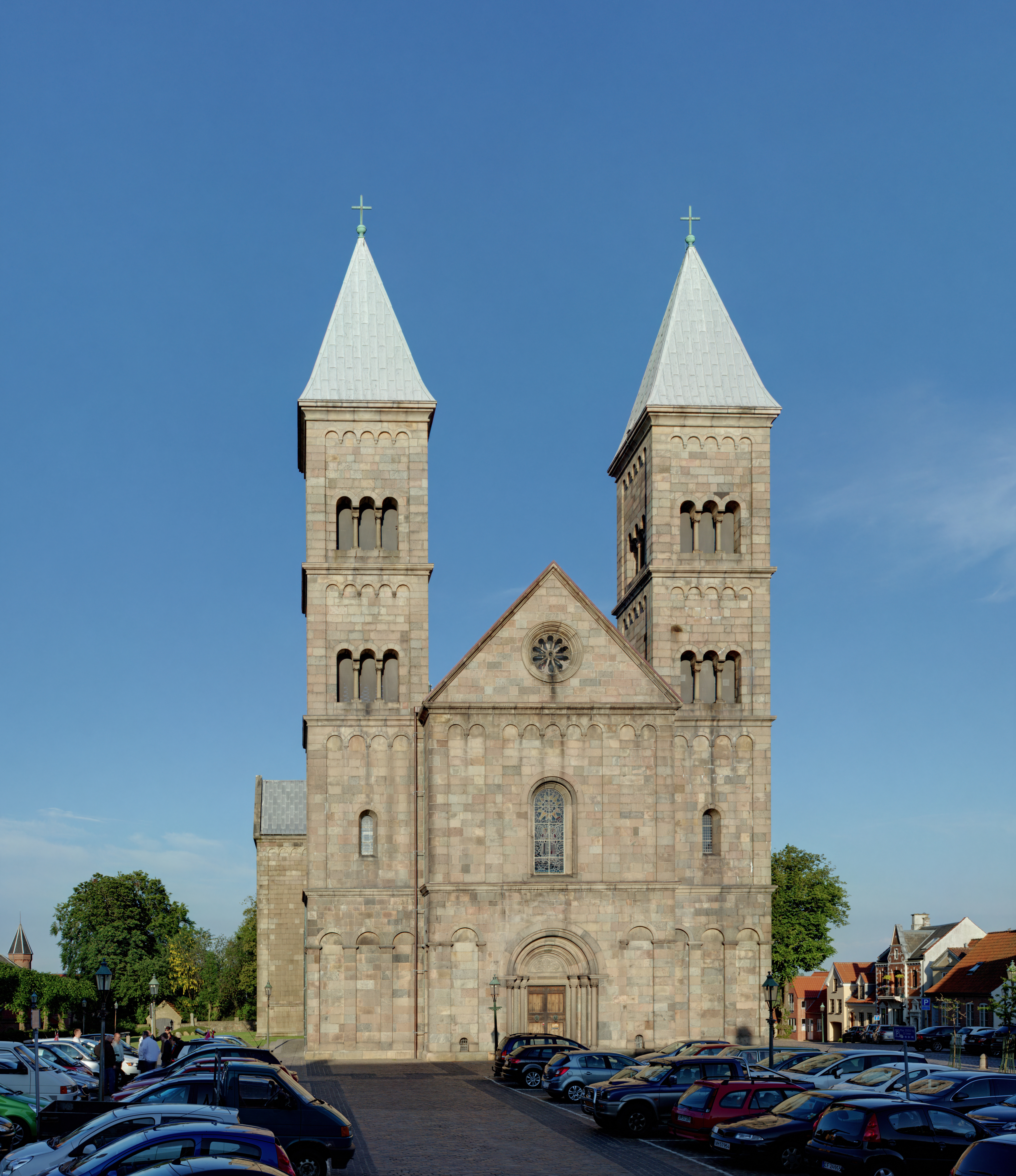
De Dom van Viborg

Het bisdom Viborg (Deens: Viborg Stift) is een bisdom van de Deense Volkskerk in Denemarken. Het bisdom omvat een groot gedeelte van westelijk Midden-Jutland.
Het bisdom Viborg is onderverdeeld in 11 proosdijen, die weer zijn onderverdeeld in 290 parochies.

## Proosdijen
- Herning Nordre Provsti
- Herning Søndre Provsti
- Holstebro Provsti
- Ikast-Brande Provsti
- Lemvig Provsti
- Salling Provsti
- Skive Provsti
- Struer Provsti
- Vesthimmerlands Provsti
- Viborg Domprovsti
- Viborg Østre Provsti

De proosdijen zijn onderverdeeld in sogns (parochies), zie Lijst van parochies in het bisdom Viborg.